# Qassam-Brigaden

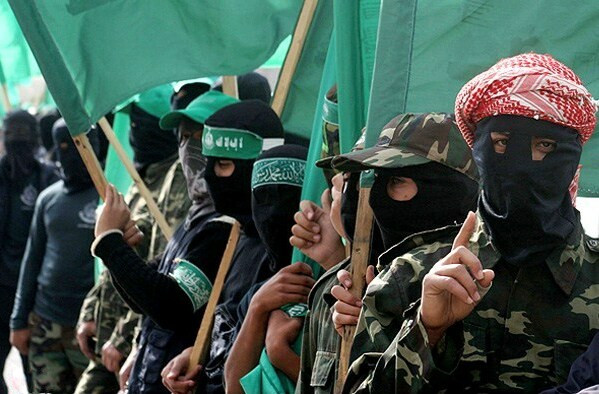
Einheit der Izzaddin-al-Qassam-Brigaden

Die Izzaddin al-Qassam-Brigaden (Katā'ib asch-Schahīd ʿIzz ad-Dīn al-Qassām / كتائب الشهيد عز الدين القسام / Katāʾib aš-Šahīd ʿIzz ad-Dīn al-Qassām / ‚Brigaden des Märtyrers Izz ad-Din al-Qassam‘, abgekürzt IQB), kurz Qassam-Brigaden, sind der 1991 gegründete militärische Flügel der sunnitisch-islamistischen Hamas.
Die Qassam-Brigaden wurden, bis zu seinem Tod am 13. Juli 2024, von Mohammed Deif geführt und sind die größte und am besten ausgerüstete Gruppe, die in den letzten Jahren im Gazastreifen operierte. Sie haben mehrere Kriege gegen Israel geführt und übernehmen die Verantwortung für zahlreiche Angriffe auf israelische Zivilisten, darunter auch Selbstmordattentate.
Die Europäische Union stuft die Organisation, wie die Hamas selbst, als Terrororganisation ein. Von den Vereinigten Staaten werden sie nicht ausdrücklich erwähnt, jedoch deren Dachorganisation Hamas als Terrororganisation eingestuft.

## Geschichte

### Gründung und Name
Die Gründung der Qassam-Brigaden erfolgte 1991. Sie ist benannt nach Izz ad-Din al-Qassam (1882–1935), dem palästinensischen Geistlichen und Anführer des bewaffneten Widerstandskampfes gegen die französische Mandatsregierung des Völkerbundes in Syrien und im Libanon, die britische Mandatsregierung in Palästina und gegen die zionistische Bewegung in dieser Region. Im November des Jahres 1935 wurde Al-Qassam bei einer bewaffneten Auseinandersetzung mit den Briten getötet und gilt seitdem als palästinensischer Nationalheld. Die Qassam-Brigaden lehnen das Existenzrecht Israels kompromisslos ab.

1991 unter der Führung von Yahya Ayyasch (der 1996 von Israel getötet wurde) gegründet, ist das primäre Ziel der Gruppe, eine militärische Organisation aufzubauen, die die Ziele der Hamas unterstützt. Sie sind in Zellen strukturiert, was eine rasche Regeneration nach israelischen Angriffen erlaubt. Im Gegensatz zu den analog aufgebauten al-Aqsa-Brigaden der Fatah unterstehen sie jedoch einer zentralen Führung. Der führende Hamas-Politiker Ahmed al-Dschabari, der Nachfolger von Mohammed Deif, galt als der Oberbefehlshaber der Qassam-Brigaden.

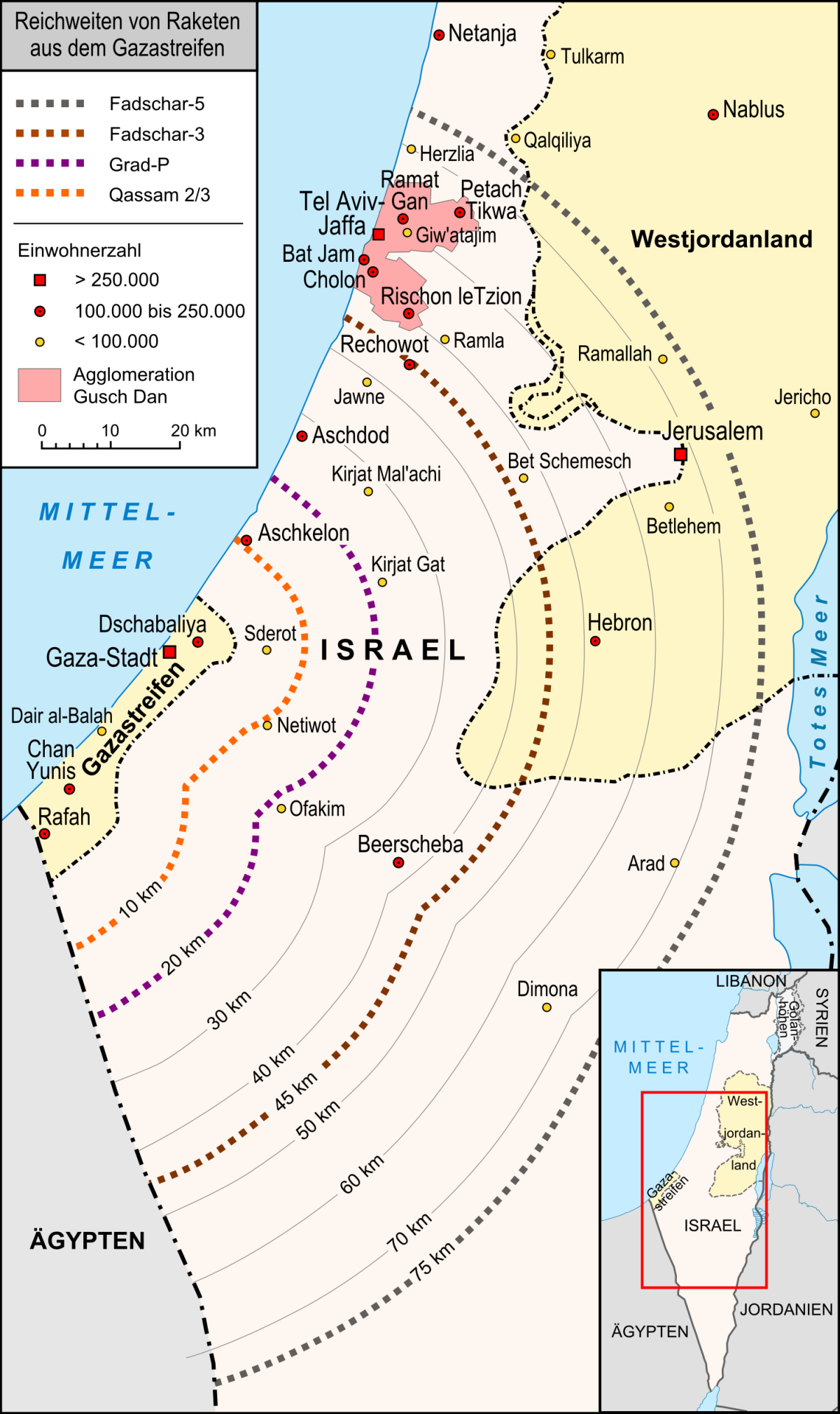
Mögliche Ziele der Qassam-Brigaden, die sich aus den Reichweiten von abgeschossenen Raketen aus dem Gazastreifen ergeben

Von 1994 bis 2000 verübten die Brigaden mehrere terroristische Anschläge gegen israelische Soldaten und Zivilisten und gefährdeten damit den Friedensprozess. Zu Beginn der Zweiten Intifada wurde die Gruppe zum zentralen Ziel Israels. Die Stärke der Brigaden und ihre Fähigkeit, komplexe und tödliche Anschläge zu verüben, überraschten viele Beobachter. Die Qassam-Brigaden unterhielten mehrere Zellen im Westjordanland, wovon die meisten 2004 von den israelischen Streitkräften zerstört wurden. Im Gazastreifen hingegen zeigte die Hamas stets eine starke Präsenz: Dort schaltete die Hamas im Juni 2007 – gestützt auf die Hamas-Miliz, die Qassam-Brigaden und die sogenannte Exekutiv-Einheit – die konkurrierende Fatah nach blutigen Kämpfen innerhalb nur weniger Tage aus.
2003 versuchte die Organisation, im Gazastreifen in den Besitz einer Drohne zu kommen. Israel präparierte diese jedoch mit Sprengstoff, und sie detonierte während des Zusammenbaus am 16. Februar 2003, wobei drei ranghohe Führer getötet wurden.
Im Juni 2006 waren die Qassam-Brigaden an der Geiselnahme des israelischen Soldaten Gilad Schalit beteiligt, die einen militärischen Konflikt, die Operation Sommerregen, mit Israel auslöste.
Ihre Mitglieder nehmen regelmäßig an Demonstrationen teil, vorwiegend jedoch maskiert, sodass ihre Identität meist unbekannt bleibt. Ihr Eingreifen in die Tätigkeit der Fatah-Sicherheitsdienste im Gazastreifen, das von der neuen Hamas-Regierung im April 2006 veranlasst wurde, sollte zur Beruhigung der Lage beitragen, hat jedoch die Gefahr eines Bürgerkrieges erhöht.
Am 9. Juli 2014 feuerten sie drei M75-Raketen ab. Diese schlugen in der Nähe von Dimona ein. Ziel war das dortige Kernforschungszentrum Negev.